# Svartkragad barbett
Svartkragad barbett (Lybius torquatus) är en fågel i familjen afrikanska barbetter inom ordningen hackspettartade fåglar.

## Utseende och läte
Svartkragad barbett är en medelstor, knubbig barbett med gulaktig buk och rött ansikte kantat av en tydlig svart huva och svart bröstband. I vissa populationer är ansiktet istället vitt eller gult. Arten liknar brunbröstad barbett, men denna har ett brett brunt bröstband och ljus näbb. Rödmaskad barbett har svart undersida. Sången som framförs i duett av paret återges på engelska som "two-pudley, two-pudley, two-pudley" och kan pågå i över en minut.

## Utbredning och systematik
Svartkragad barbett delas in i sju underarter med följande utbredning:
- L. t. pumilio – östra Kongo-Kinshasa till norra Zambia, östra Rwanda, västra Tanzania, nordvästra Moçambique
- L. t. irroratus – kustnära östra Kenya (Lamu och Tana River) till centrala Tanzania
- L. t. zombae – sydöstra Tanzania till södra och centrala Malawi och centrala Moçambique
- L. t. congicus – norra Angola till nordvästra Zambia och södra och centrala Kongo-Kinshasa
- L. t. vivacens – södra och centrala och västra Moçambique till östra Zimbabwe och södra Malawi
- L. t. bocagei – södra Angola till norra Namibia, norra Botswana, sydvästra Zambia, västra Zimbabwe
- L. t. torquatus – sydöstra Botswana till östra Sydafrika och Swaziland

## Levnadssätt
Svartkragad barbett hittas i olika sorters öppna och slutna skogsområden, flodnära skogar och jordbruksmarker. Där ses den i par i trädens övre delar, födosökande efter frukt och insekter.

## Status och hot
Arten har ett stort utbredningsområde, men tros minska i antal, dock inte tillräckligt kraftigt för att den ska betraktas som hotad. Internationella naturvårdsunionen IUCN listar arten som livskraftig (LC).

## Bildgalleri

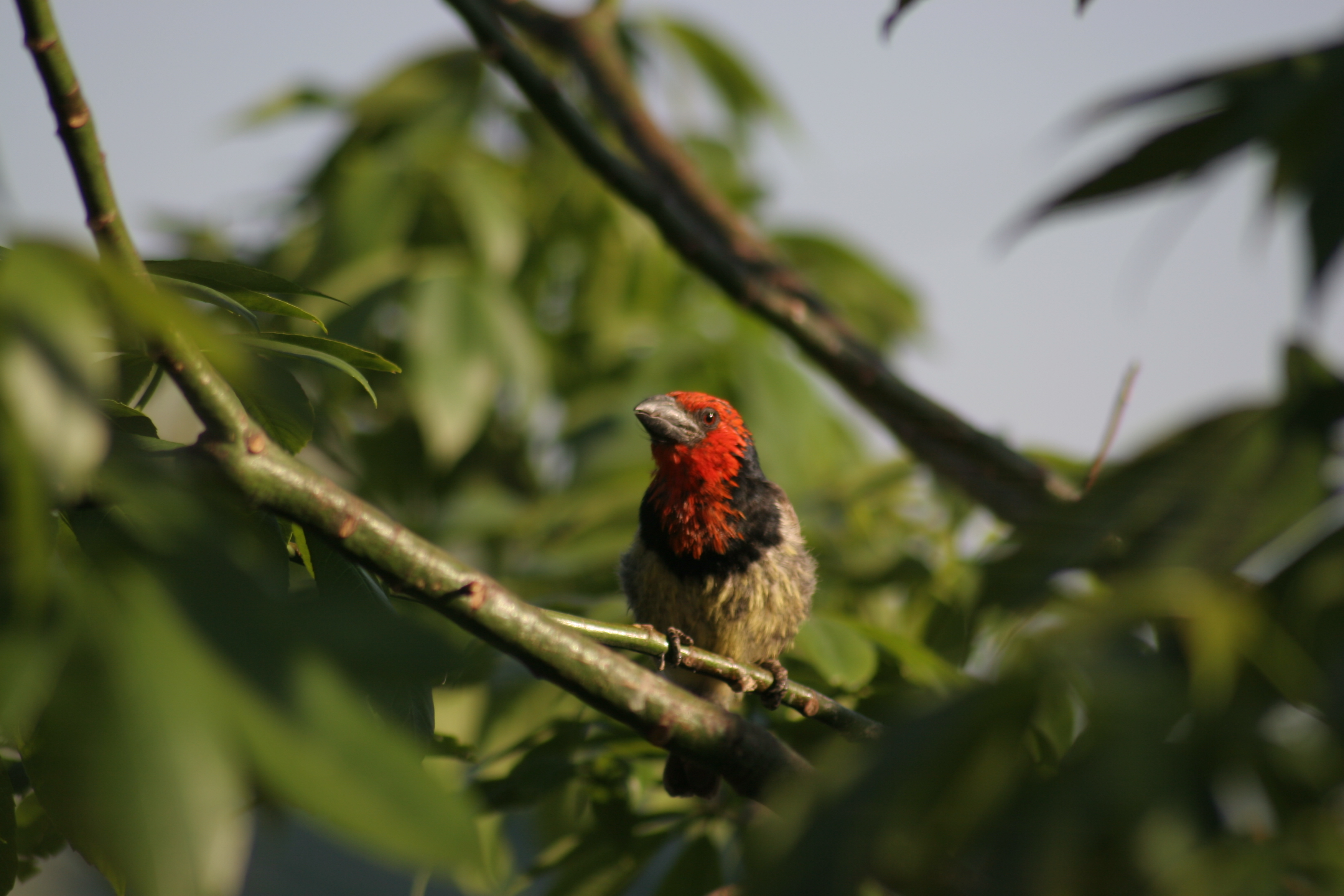
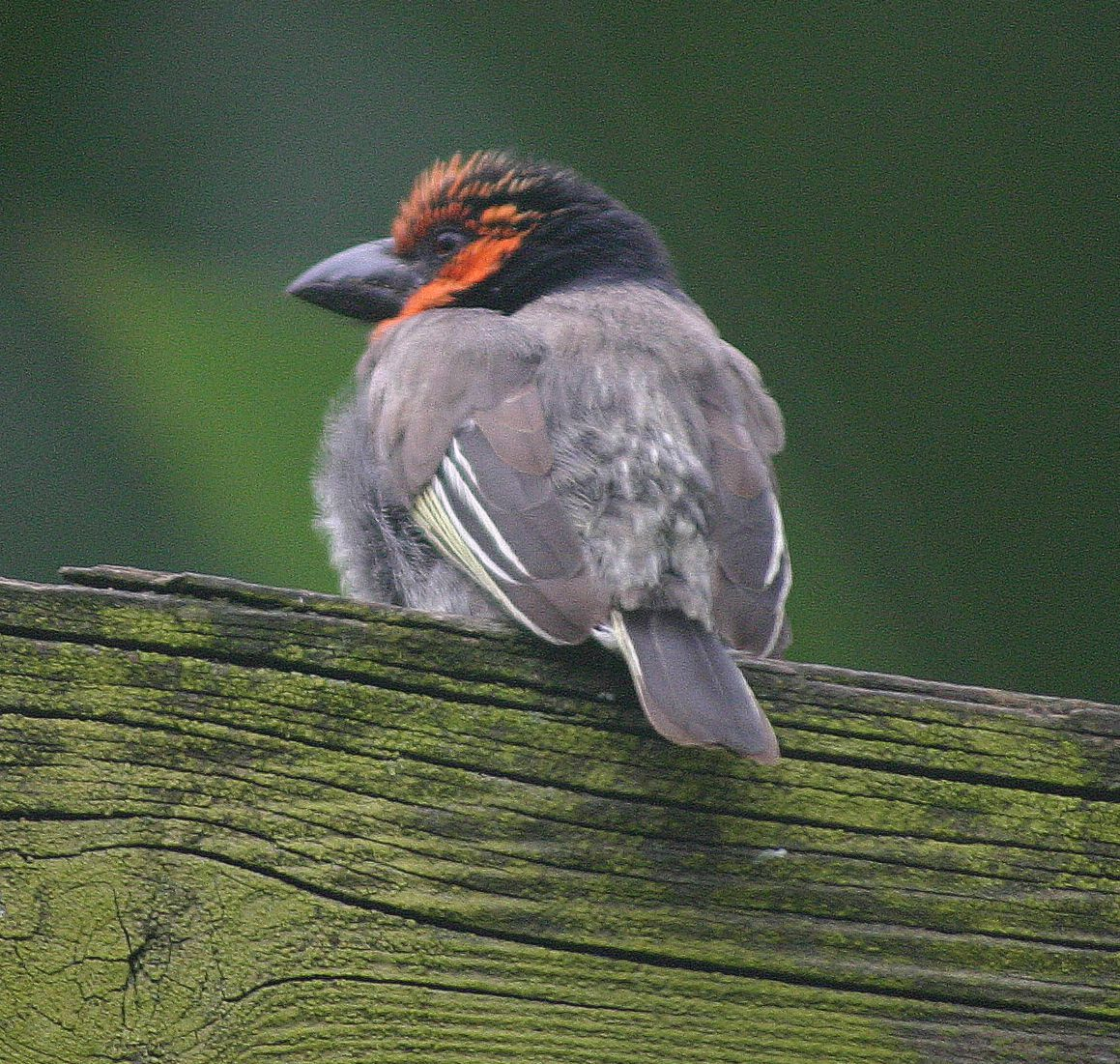
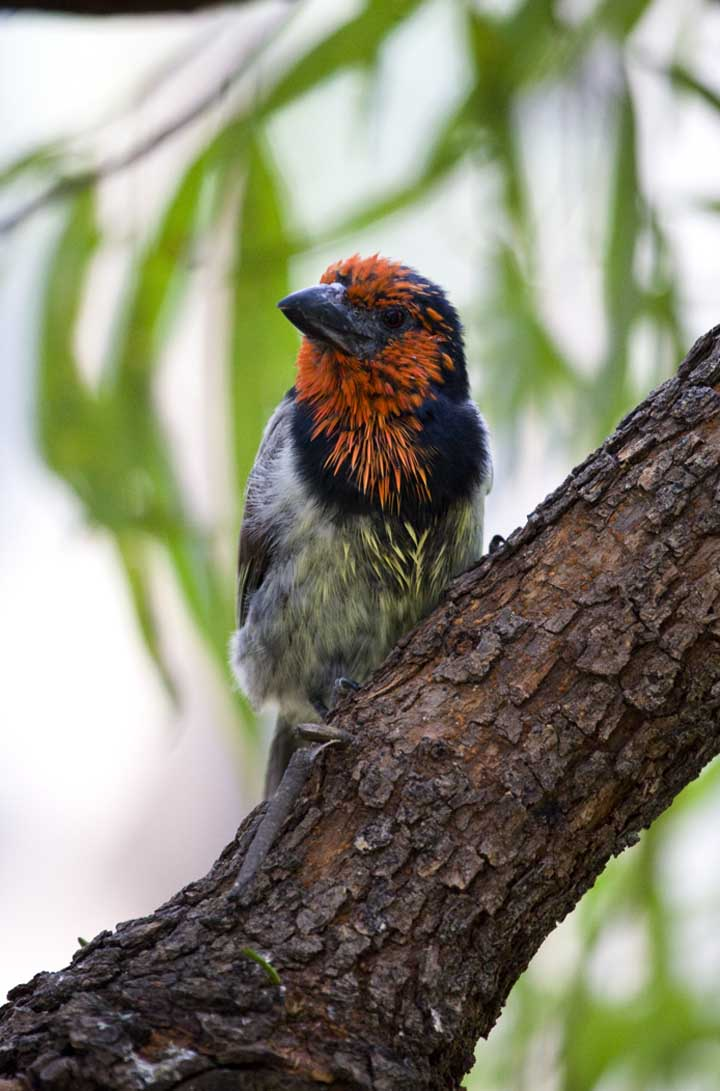
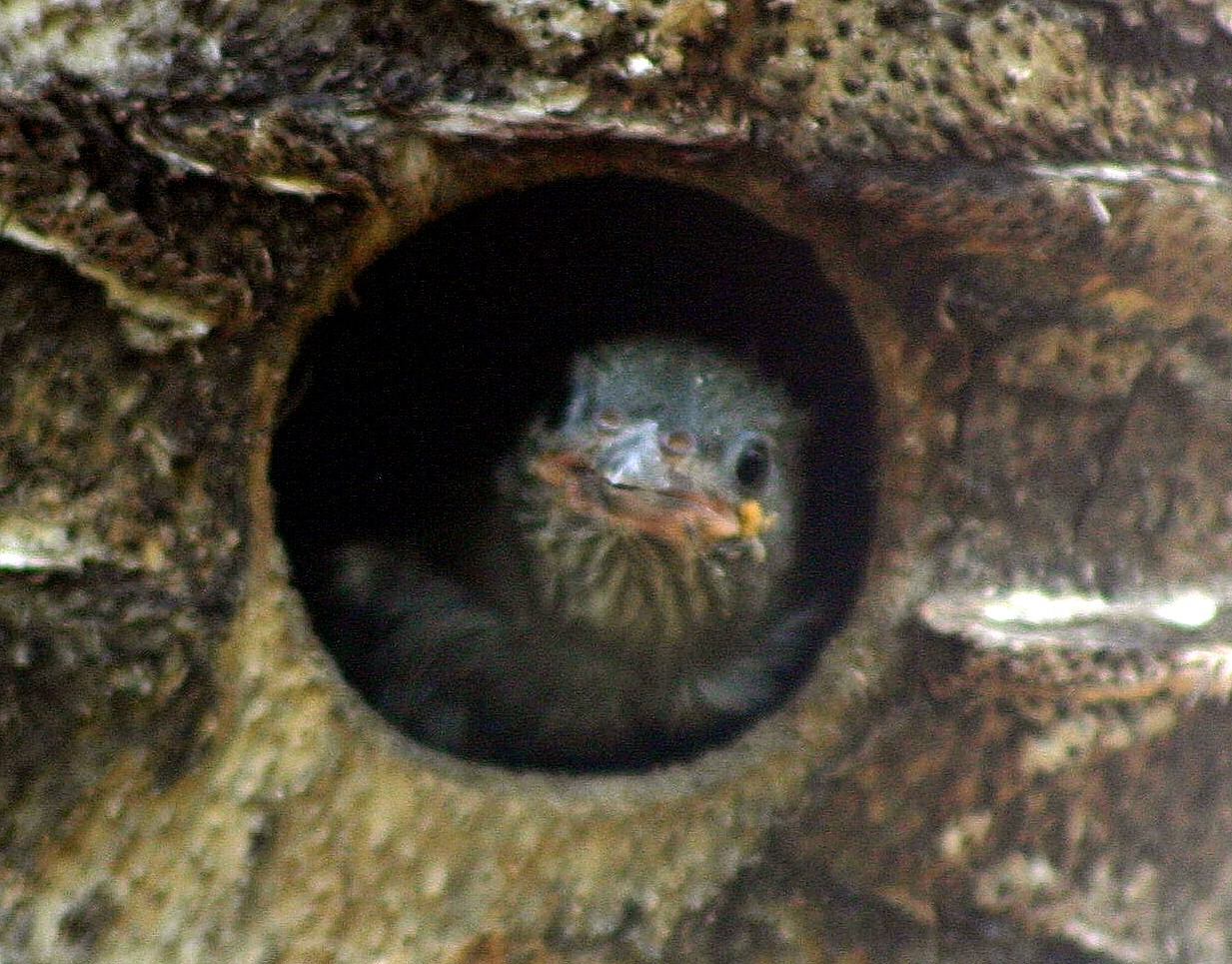